# 24126 Gudjonson
24126 Gudjonson este un asteroid din centura principală de asteroizi.

## Descriere
24126 Gudjonson este un asteroid din centura principală de asteroizi. A fost descoperit pe 3 noiembrie 1999 la Socorro, New Mexico, în cadrul proiectului LINEAR. Asteroidul prezintă o orbită caracterizată de o semiaxă mare de 2,76 ua, o excentricitate de 0,08 și o înclinație de 5,8° în raport cu ecliptica.